# Apolo y Jacinto (Benvenuto Cellini)
Apolo y Jacinto es una obra escultórica de mármol creada por Benvenuto Cellini alrededor de 1548. Se conserva en el Museo Nacional de Bargello en Florencia. 

## Historia
Satisfecho con el resultado obtenido con la escultura en mármol Ganimedes sobre el águila (1547, Museo del Bargello) Cellini quería volver a intentarlo con este material escultórico, aspirando a un nuevo tema mitológico. En 1548, poco después del grupo anterior, se puso a trabajar sobre el tema del amor desafortunado entre Apolo y el joven Jacinto. Cellini cuenta en su autobiografía, Vida, que el bloque de mármol en el que trabaja la obra tenía un defecto y que por este motivo la obra quedó inacabada en su taller: 
"Inmediatamente lo hice traer al taller y comencé a tallarlo; y mientras trabajaba hacía el modelo: tenía tantas ganas de trabajar con mármol que no podía esperar a decidirme a hacer un modelo con el juicio que se espera en este arte. Y porque lo sentía todo agrietado me arrepentí varias veces de haberlo nunca comenzado a trabajar: incluso saqué lo que pude, que es el Apolo y Jacinto que todavía se ve imperfecto en mi taller." 
Se la menciona a partir del siglo XVIII en el Jardín de Bóvoli y por ello se cree que fue finalizada por otro artista.